# (5750) Kandatai
(5750) Kandatai (1991 GG1) – planetoida z pasa głównego asteroid okrążająca Słońce w ciągu 5,18 lat w średniej odległości 2,99 j.a. Odkryta 11 kwietnia 1991 roku.